# Albuixech (kommunhuvudort)
Albuixech är en kommunhuvudort i Spanien.   Den ligger i provinsen Província de València och regionen Valencia, i den östra delen av landet, 300 km öster om huvudstaden Madrid. Albuixech ligger 7 meter över havet och antalet invånare är 3 443.
Terrängen runt Albuixech är platt. Havet är nära Albuixech åt sydost. Närmaste större samhälle är Valencia, 10,3 km sydväst om Albuixech. 